# Vuelo 501 de Syrian Arab Airlines
El Vuelo 501 de Syrian Arab Airlines tuvo un accidente  el 20 de septiembre de 2012 en un avión que realizaba un vuelo regular de pasajeros desde el Aeropuerto de Damasco al Aeropuerto de Latakia,  durante el tramo de ascenso tras su despegue desde Damasco, se vio impactado por el rotor de un helicóptero Mil Mi-24 de la Fuerza Aérea de Siria, y le seccionó la mitad del tramo vertical de cola. El avión comercial consiguió regresar al aeropuerto de Damasco donde aterrizó sin más contratiempos. Sin embargo, el helicóptero se estrelló provocando la muerte de sus dos pilotos.

## Avión
El avión era un reactor bimotor civil Airbus A320-232, operado por la aerolínea de bandera de Siria, Syrian Arab Airlines, bajo la matricula YK-AKF.
Fue producido por la planta de aeronaves europea "Airbus" en la Unión Europea como Airbus A320 y estaba en servicio desde 1999, es decir, durante doce años y once meses.

## Pasajeros y tripulantes
El avión transportaba a unos ciento ochenta pasajeros y cerca de veinte tripulantes, desde Damasco, a la población de Latakia en el norte del país, dentro de Siria, en vuelo regular de pasajeros.
En el accidente murieron los dos pilotos del helicóptero, resultando los doscientos ocupantes del avión ilesos.

## Accidente
El Airbus A320-232 se encontraba en fase de ascenso desde el Aeropuerto de Damasco en vuelo regular de pasajeros a Latakia dentro de Siria. Durante dicha fase de ascenso, un helicóptero militar, que regresaba de una misión de ataque a las tropas rebeldes impactó con uno de sus rotores principales en la deriva vertical del avión comercial, partiéndola a la mitad. El reactor comercial logró aterrizar de emergencia en el aeropuerto de Damasco, sin mayores contratiempos. Por su parte el helicóptero militar impactó en la zona de Duma, muriendo sus dos pilotos en el impacto contra el suelo.

## Investigación
En la actualidad se está llevando a cabo la investigación del accidente.